# مصنع الإلكترونيات (الهيئة العربية للتصنيع)
مصنع الإلكترونيات هو أحد المصانع التابعة للهيئة العربية للتصنيع تم انشاؤه عام 1979 ليكون نواة للصناعات الإلكترونية المتطورة وإنتاج المعدات الإلكترونية بكافة أنواعها.
حاز المصنع على العديد من شهادات الاعتماد والتقدير من هيئات التفتيش العالمية على الصناعات العسكرية مثل هيئة (SIAR) الفرنسية مما سمح له بأن يكون أحد موردى المنتجات الإلكترونية لكبري الشركات العالمية الآتية :
- شركة طومسون / ايروسبيسيال / مؤسسة الإذاعة والتلفزيون التركية / وماترا الفرنسية
- شركة امبراير البرازيلية
- شركة ديهافيلاند الكندية

أنشأت الهيئة منذ بداياتها الأولى عام 1979 مصنع الإلكترونيات ليكون نواة لإنتاج المعدات الإلكترونية المتطورة اللازمة للقوات المسلحة المصرية في كافة أنظمتها من معدات طائرات (Avionics)، وأنظمة التسليح المختلفة ومجالات الصواريخ والرادارات وأجهزة ومعدات الإشارة بأنواعها المختلفة.
وقد أصبح المصنع مؤهلاً بشهادات اعتماد دولية من العديد من الشركات العالمية ومن معظم جهات التفتيش الدولية. بالإضافة إلى متابعة المصنع الحصول على أحدث شهادات الجودة العالمية وأخرها شهادة نظام إدارة الجودة ISO9001/2000 وشهادة نظام إدارة البيئة ISO14001/2004.
وفي مجال الإنتاج المدني حرص المصنع على التواجد في سوق المنتجات الإلكترونية المدنية بالانتقاء التام للمنتجات ذات التقنيـــــــة العالية Hi-Tech products مثل مجالات الاتصالات والتي تشمل السنترالات الإلكترونية كبيرة ومتوسطة السعة والتي تعمل بالألياف الضوئية Fiber Optics ومعدات الاتصالات التي تعمل بنظامCDMA (code division multiple access) بالإضافة إلى العدد التليفونية اللاسلكية العاملة معها FWT. وحيث تم توريد إنتاج المصنع الي الشركة المصرية للاتصالات. كما يتم أيضا تصنيع أجهزة الاتصال اللاسلكية اليدوية.
كما تقوم الهيئة بتصنيع الحاسبات الآلية المكتبية والمحمولة (لاب توب) والطابعات الليزر والنقطية وأنظمة تكنولوجيا المعلومات. حيث يعتبر مصنع الإلكترونيات بالهيئة العربية للتصنيع من أكبر الجهات التي تقوم بتصنيع وتوريد الحواسب الآلية وشبكاتها ومستلزماتها لكل من وزارة التربية والتعليم ووزارة الاتصالات وتكنولوجيا المعلومات ووزارة الدولة للتنمية الإدارية ووزارة الصحة والسكان والعديد من المؤسسات والهيئات الحكومية. ويقوم المصنع بتصدير منتجات الحواسب العديد من الدول وخاصة الي دول المغرب العربي.
في نشاط الأجهزة والمعدات المنزلية يعتبر مصنع الإلكترونيات أحد الأركان الهامة للسوق المصري لهذه المنتجات، حيث ينتج المصنع بجودة عالية – وأسعار متميزة وخدمة ما بعد البيع على مستوى عال – لأجهزة التليفزيون الملون بكافة مقاساتها وطرازاتها مثل سامسونج – وبانوراما – وبلوتو ذات الشاشة المسطحة Pure Flat وشاشات وأجهزة التليفزيون LCD وأجهزة العرض DVD Player وأجهزة الاستقبال من الأقمار الصناعية " الرسيفر "
كما تقوم الهيئة بتصنيع أنظمة قراءة عدادات الكهرباء بالتعاون مع شركات توزيع الكهرباء حيث قدم مصنع الإلكترونيات أول نظام قراءة العدادات من خارج الشقق باستخدام نفس العدادات المتوفرة – مع نظام أخذ القراءات آلياً وتفريغها مباشرة في مراقبات الكهرباء ليتم استخراج الفواتير بطريقة آلية وذلك من خلال توريد وتركيب حوالى نصف مليون وحدة من هذه الأنظمة.ويتم حاليا إنتاج العدادات الإلكترونية بأنواعها المختلفة (متعددة الوظائف ومتعددة التعريفة وسابقة الدفع...) بدلا من العدادات الميكانيكية.
كما يقوم المصنع أيضا بإنتاج الأجهزة الطبية خاصة أجهزة التعقيم الطبية.
وتنفيذاً لسياسة الارتقاء بالجودة مع المحافظة على سعر مناسب – فقد حرص المصنع منذ البداية على اقتناء أحدث خطوط الإنتاج ذات التكنولوجيا المتطورة Hi-Tech – والتي تعتمد في تشغيلها على البرمجة المسبقة والتي تؤدى إلى منع حدوث الخطأ وليس فقط معالجته بعد حدوثه - حيث يمتلك المصنع خطوطاً آلية لتجميع المكونات السطحية SMC وهي أحدث تكنولوجيا لتجميع المكونات الإلكترونية الحديثة وماكينات اللحام Wave soldering machines وماكينة التنظيف cleaning machine صديقة البيئة حيث تعمل بالماء المضغوط.
•	كما يمتلك المصنع خط التجميع الآلي للمكونات الإلكترونية التقليدية traditional components automatic insertion line
ويمتلك المصنع العديد من معدات التفتيش والاختبار المتقدمة ونذكر منها على سبيل المثال :
•	ماكينة الاختبارات الوظيفية للموديولات والمنتجات النهائية وكذا الاختبارات المرحلية والمكونات functional and in-circuit tester والتي تقوم باختبار المكونات الرقمية والتماثلية والمختلطة والمكونات ذات التصميمات الخاصة ASIC
•	ماكينة اختبار الكابلات آاليا cable tester وتصل سعتها الي 6 آلاف نقطة وتقوم باختبارات الاتصالية continuity والعزل isolation
وقد حرص المصنع على دعم مجال البحوث والتصميم حيث أنشأ أكبر مركز لتصميم الدوائر المتكاملة عالية الكثافة (VLSI design center) وقد تم اعداد المركز بالمعدات المتطورة والبرمجيات اللازمة - وهو نشاط بحثى وتصميمى لأحدث أنواع الدوائر الإلكترونية ذات الكثافة العالية وكذا ذات التصميمات الخاصة ASIC (applied specific integrated circuits).
ومن أكثر الركائز أهمية الهيئة العربية للتصنيع تلك القاعدة البشرية المتميزة والتي تمتلك مخزوناً من الخبرة والمهارة في أكثر مجالات الصناعة أهمية وتعقيداً. كما تمتلك هذه القاعدة البشرية ثقافة الصناعة المتطورة والتي اعتادت على العمل من خلال منظومات وأنماط عمل راقية.
وهذه القاعدة البشرية هي أغلى ما يملكه المصنع من استثمارات وتتبنى الهيئة سياسة انتقاء العمالة المتميزة وكذا سياسات تدريب مستمر بالداخل والخارج بما يضمن لهذه القاعدة البشرية الحفاظ على هذا التوازن ال رائع بين مستوى العامل القائم بالإنتاج ومستوى المنتج الذي يقوم بإنتاجه.